# 魁北克橋

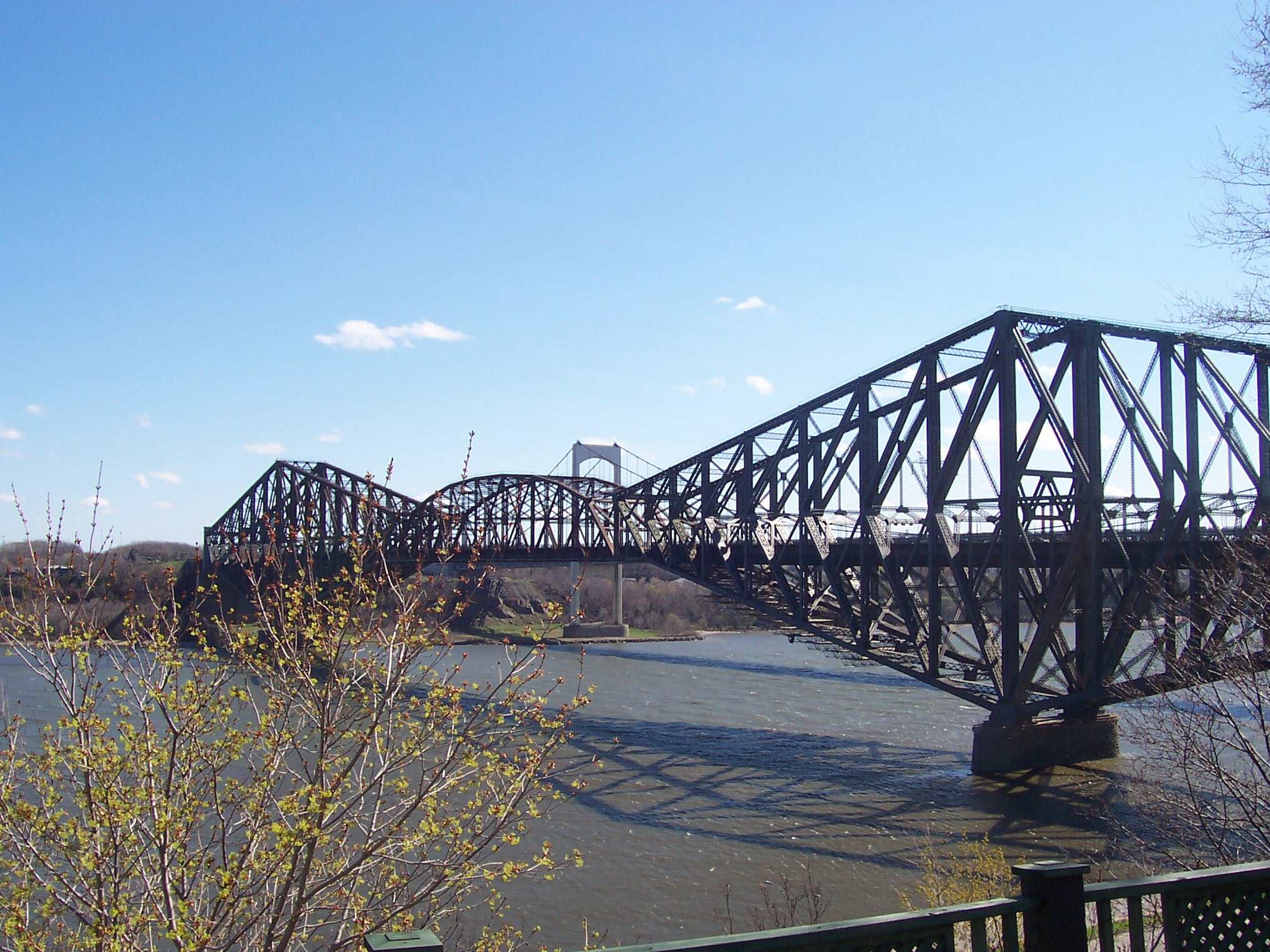
魁北克橋

魁北克橋（法語：Pont de Québec），是加拿大魁北克省跨越下聖勞倫斯河的一座公路、鐵路和人行橋梁，連接聖福瓦（自2002年以起成為魁北克市西部郊區）和勒維。該桥的建造計畫失敗了兩次，共有88
人犧牲，經歷30多年才建造完成。
魁北克橋長987公尺（3,238英尺），寬29公尺（95英尺），高104公尺（341英尺）。懸臂長177公尺（581英尺），支撐在195公尺（640英尺）的中央結構上，總跨度為549公尺（1,801英尺），是世界上最長的懸臂橋。（在大使橋於1929年完工前，它是世界上各類別中最長跨距者。）這是聖勞倫斯河最東端（最下游）的完整跨越點。
這座橋可以容納三條公路車道（無車道直到1929年，一條車道直到1949年，兩條車道直到1993年），一條鐵路線（兩條直至1949年），一條人行道（原為兩條）；有一度，它通行有軌電車線路。自1993年以來，它一直由加拿大國家鐵路擁有。
魁北克橋於1995年被指定為國家歷史遺址。